# Prinzessinnenpalais
Prinzessinnenpalais (pol. Pałac Księżniczek; także: Opernpalais, pol. Pałac przy Operze) – barokowy pałac, znajdujący się w Berlinie, w dzielnicy Mitte, przy alei Unter den Linden. Zbudowany w latach 1733–1737 z inicjatywy Samuela von Coccejiego budynek w połowie XVIII wieku stał się własnością margrabiego Fryderyka Henryka, zaś od końca tego stulecia należał do królewskiej rodziny Hohenzollernów. W czasie II wojny światowej pałac uległ zniszczeniu. Po przeprowadzonej w latach 1962–1964 odbudowie mieściła się w nim popularna wśród berlińczyków i turystów kawiarnia Operncafé. Obecnie budynek jest siedzibą prowadzonego przez Deutsche Bank centrum kulturalnego PalaisPopulaire.

## Historia

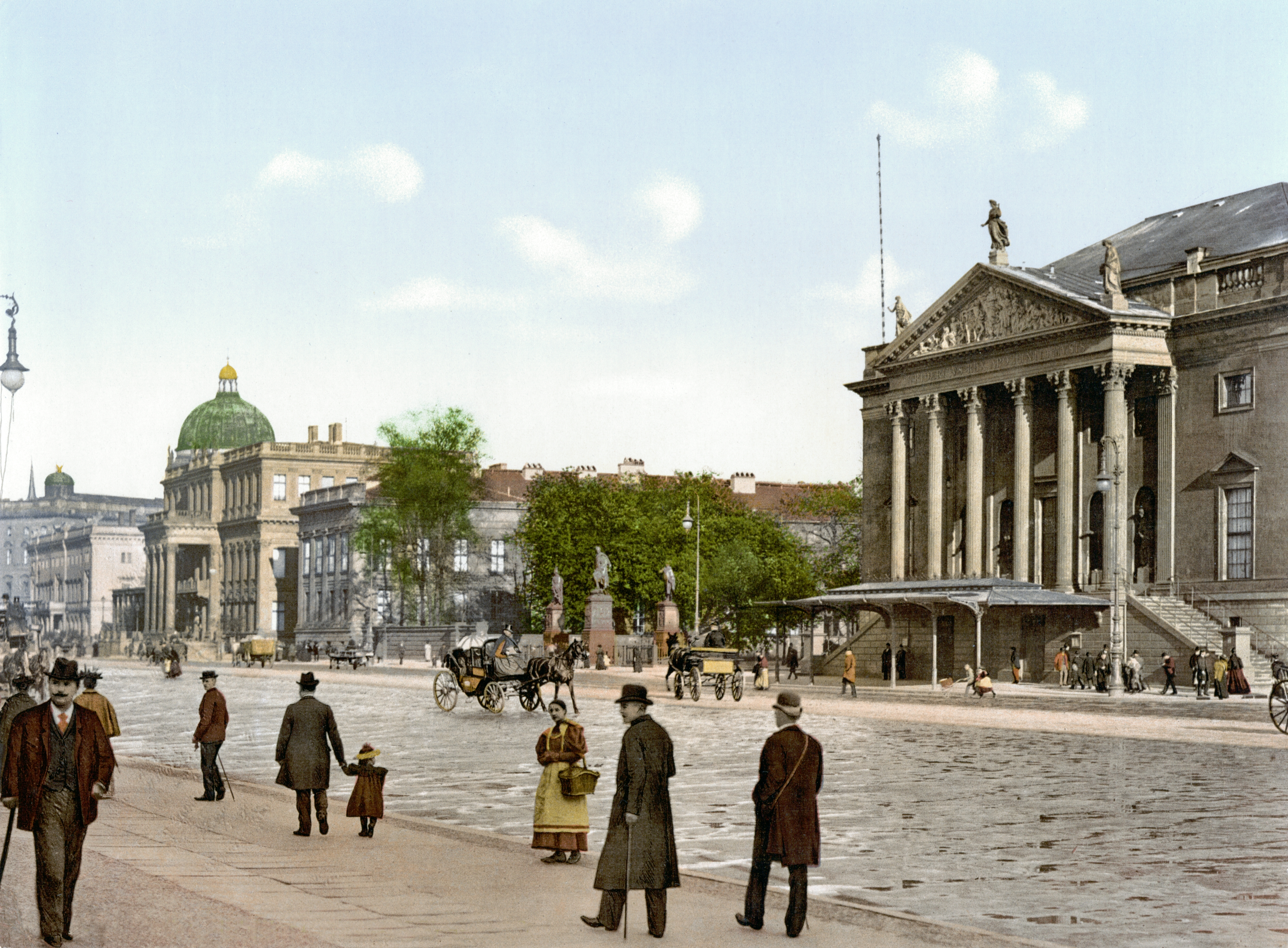
Prinzessinnenpalais i Opera Państwowa około 1900 roku

W 1730 roku przy ulicy Oberwallstraße wybudowano dla pruskiego ministra sprawiedliwości Samuela von Coccejiego dwa prywatne domy, których ogrody graniczyły z murami, a po ich rozebraniu, z fosą Twierdzy Berlin. W latach 1733–1737 domy te zostały zastąpione, zaprojektowanym przez architekta Friedricha Wilhelma Diterichsa, wąskim, podłużnym, barokowym pałacem z dachem mansardowym i ujednoliconą fasadą od strony Oberwallstraße, posiadającą ryzalit, cztery jońskie pilastry, attykę, balkon i ganek ze schodami. W 1755 roku pałac nabył margrabia Fryderyk Henryk, z kolei w 1788 roku stał się własnością rodziny Hohenzollernów. W latach 1810–1811 na zlecenie króla Fryderyka Wilhelma III do gmachu dobudowano, zaprojektowany przez architekta Heinricha Gentza, budynek frontowy od strony Unter den Linden, mający na celu wypełnienie przestrzeni pomiędzy sąsiednim Kronprinzenpalais i Operą Państwową. Nowy obiekt został przy tym połączony z Kronprinzenpalais łącznikiem, którego projekt Gentz sporządził we współpracy z Karlem Friedrichem Schinklem. Po rozbudowie pałac stał się miejscem zamieszkania trzech córek króla: Charlotty, Aleksandry i Ludwiki do czasu zawarcia przez nie małżeństw. Wtedy też zyskał nazwę Prinzessinnenpalais (pol. „Pałac Księżniczek”). Później stanowił również miejsce zamieszkania innych członków rodziny królewskiej, a także berlińskich urzędników i mieszczan.
13 marca 1931 roku Prinzessinnenpalais stał się kolejną siedzibą, wielokrotnie wcześniej przenoszonego, muzeum poświęconego Karlowi Friedrichowi Schinklowi (niem. Schinkel-Museum). Ekspozycja rysunków i szkiców architekta była wystawiona na górnym piętrze budynku, z kolei na parterze mieściły się pomieszczenia dydaktyczne; przechowywano tu również portfolia z pozostałymi pracami Schinkla. Podczas II wojny światowej, w latach 1944–1945 pałac został zniszczony, zaś jego ruiny po szczegółowym udokumentowaniu i wykonaniu odlewów ocalałych detali architektonicznych niedługo później rozebrano. Od 1952 roku planowano rekonstrukcję pałacu, którą jednakże przekładano z powodów finansowych. Ostatecznie Prinzessinnenpalais został odbudowany w latach 1962–1964 pod kierownictwem architekta Richarda Paulicka. Wnętrzom budynku nadano współczesną stylistykę, zachowując z pierwotnego wystroju jedynie XVIII-wieczne, wykonane z kutego żelaza balustrady na klatce schodowej, pochodzące ze Schloss Buch. W odbudowanym pałacu urządzono kawiarnię Operncafé, która była bardzo popularna wśród mieszkańców Berlina i turystów.
Po zjednoczeniu Niemiec w posiadanie pałacu weszła firma TLG Immobilien, która dzierżawiła budynek restauratorowi Manfredowi Ottemu, prowadzącemu w nim kawiarnię. Jednakże umowa dzierżawy wygasła pod koniec 2011 roku, w związku z czym kawiarnia została zamknięta. Trzy lata później pałac kupił prezes wydawnictwa Axel Springer SE, Mathias Döpfner, który w 2015 roku rozpoczął przebudowę budynku pod kierownictwem brytyjskiego architekta Davida Chipperfielda. W maju lub czerwcu 2018 roku Deutsche Bank planował otworzyć w Prinzessinnenpalais wystawę dzieł sztuki współczesnej, pochodzących z liczącej 55 tysięcy prac własnej kolekcji. Miała ona być kontynuacją wystawy, którą bank prowadził w latach 1997–2012 we współpracy z Fundacją Solomona R. Guggenheima w swojej berlińskiej siedzibie. Ostatecznie, 27 września 2018 roku w wynajętym od Mathiasa Döpfnera i przebudowanym pod kierownictwem biura architektonicznego Kuehn Malvezzi pałacu Deutsche Bank dokonał otwarcia centrum kulturalnego PalaisPopulaire, zajmującego się organizacją wystaw, wykładów, koncertów i warsztatów. Zainaugurowana została wtedy także trwająca do 7 stycznia 2019 roku pierwsza wystawa zatytułowana The World on Paper (pol. „Świat na papierze”), na którą złożyło się 300 pochodzących z kolekcji Deutsche Banku rysunków autorstwa 133 artystów, m.in. Sigmara Polkego i Kathariny Grosse.

## Ogród

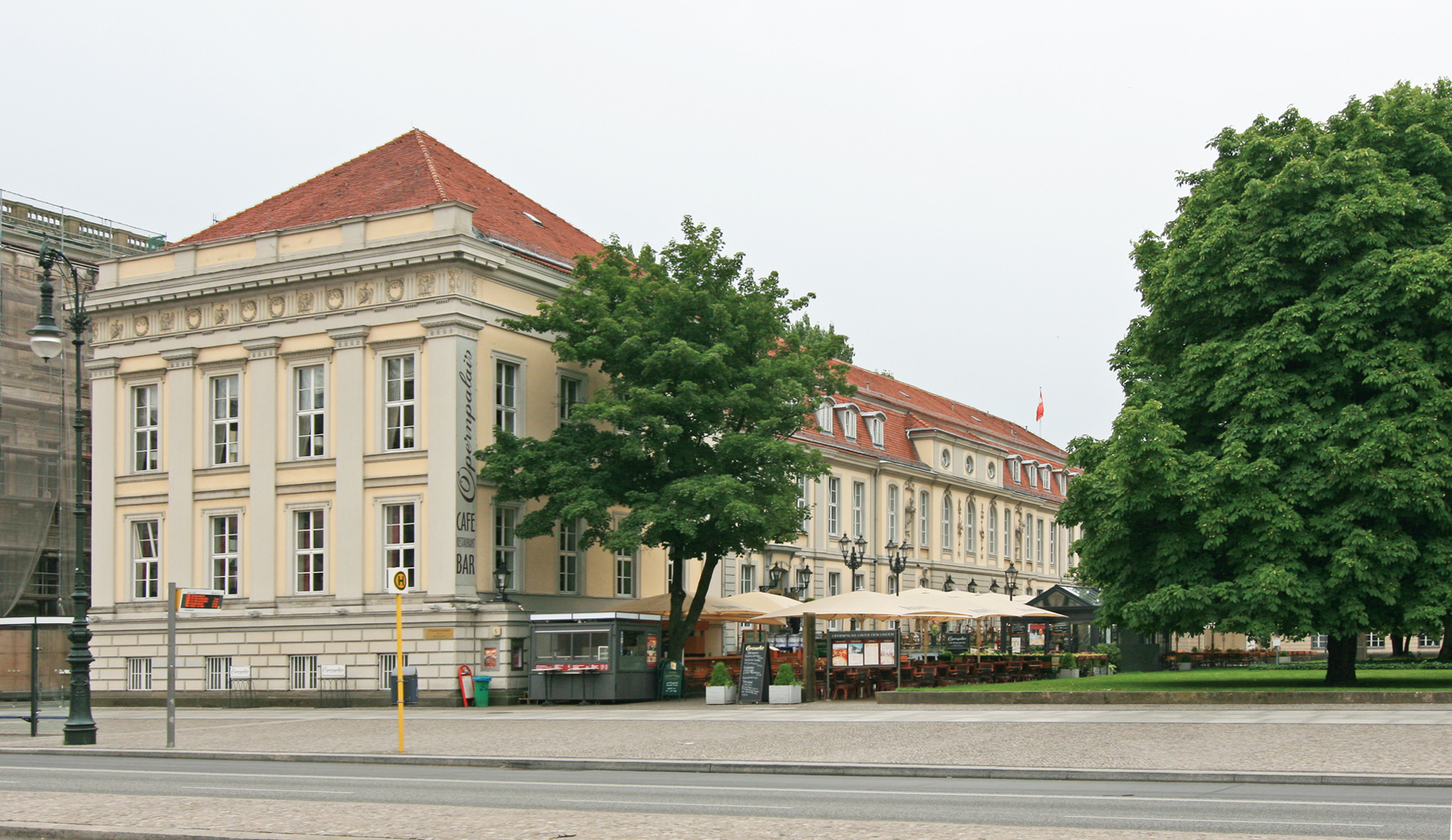
Prinzessinnenpalais i ogród współcześnie

Ogród przy Prinzessinnenpalais (niem. Prinzessinnengarten) pierwotnie urządzony był w barokowym stylu, a po rozbiórce w 1740 roku murów Twierdzy Berlin graniczył z wchodzącą w jej skład fosą. W XIX wieku nadano mu nową formę i ustawiono w nim trzy wykonane z brązu przez Christiana Daniela Raucha (w latach 1822–1855) posągi pruskich generałów: Augusta Neidhardta von Gneisenaua, Gebharda Leberechta von Blüchera i Johanna Ludwiga Yorcka von Wartenburga. W 1916 roku został zniszczony w trakcie prowadzonej na jego obszarze budowy tunelu tramwajowego, przecinającego Unter den Linden, jednakże po zasypaniu wykopu tunelu, ogród odtworzono. Kolejnych zniszczeń doznał w czasie II wojny światowej. W 1950 roku posągi generałów zostały usunięte z ogrodu, z kolei 11 lat później przywrócono je na dawne miejsce. W 1964 roku urządzono przed odbudowanym Prinzessinnenpalais nowy ogród, zaprojektowany przez Rolfa Rühlego, będący częścią obszaru Bebelplatz i pełniący funkcję publicznego parku.
W 2002 roku decyzją Senatu Berlina w tylnej części ogrodu przy Prinzessinnenpalais ustawiono dwa inne posągi autorstwa Raucha, wykonane z marmuru i przedstawiające generałów Gerharda von Scharnhorsta i Friedricha Wilhelma Bülowa von Dennewitza. Posągi te zostały pierwotnie ustawione w 1822 roku po obu stronach położonego w pobliżu Nowego Odwachu, lecz w 1950 roku usunięto je z tego miejsca z powodu nadania Nowemu Odwachowi nowej funkcji jako pomnika ofiar faszyzmu i militaryzmu; posąg Dennewitza trafił potem do magazynu, zaś posąg Scharnhorsta został w 1961 roku umieszczony w ogrodzie wraz z trzema wykonanymi z brązu posągami Raucha, po czym w 1990 roku zdemontowano go w celu przeprowadzenia prac renowacyjnych. Po zjednoczeniu Niemiec podtrzymano antywojenny wydźwięk Nowego Odwachu, w związku z czym idea przywrócenia posągów na pierwotne miejsce nie miała wielu zwolenników.